# Arsène Lupin și enigma acului scobit
Arsène Lupin și enigma acului scobit (în franceză L'Aiguille creuse) este un roman al scriitorului francez Maurice Leblanc, care prezintă aventurile lui Arsène Lupin, gentleman-spărgător. El a fost publicat inițial sub formă de foileton în revista Je sais tout (noiembrie 1908 - mai 1909) și apoi în volum în iunie 1909.
Acest roman urmează colecției de povestiri inclusă în volumul Arsène Lupin contra lui Herlock Sholmes (1908).

## Rezumat

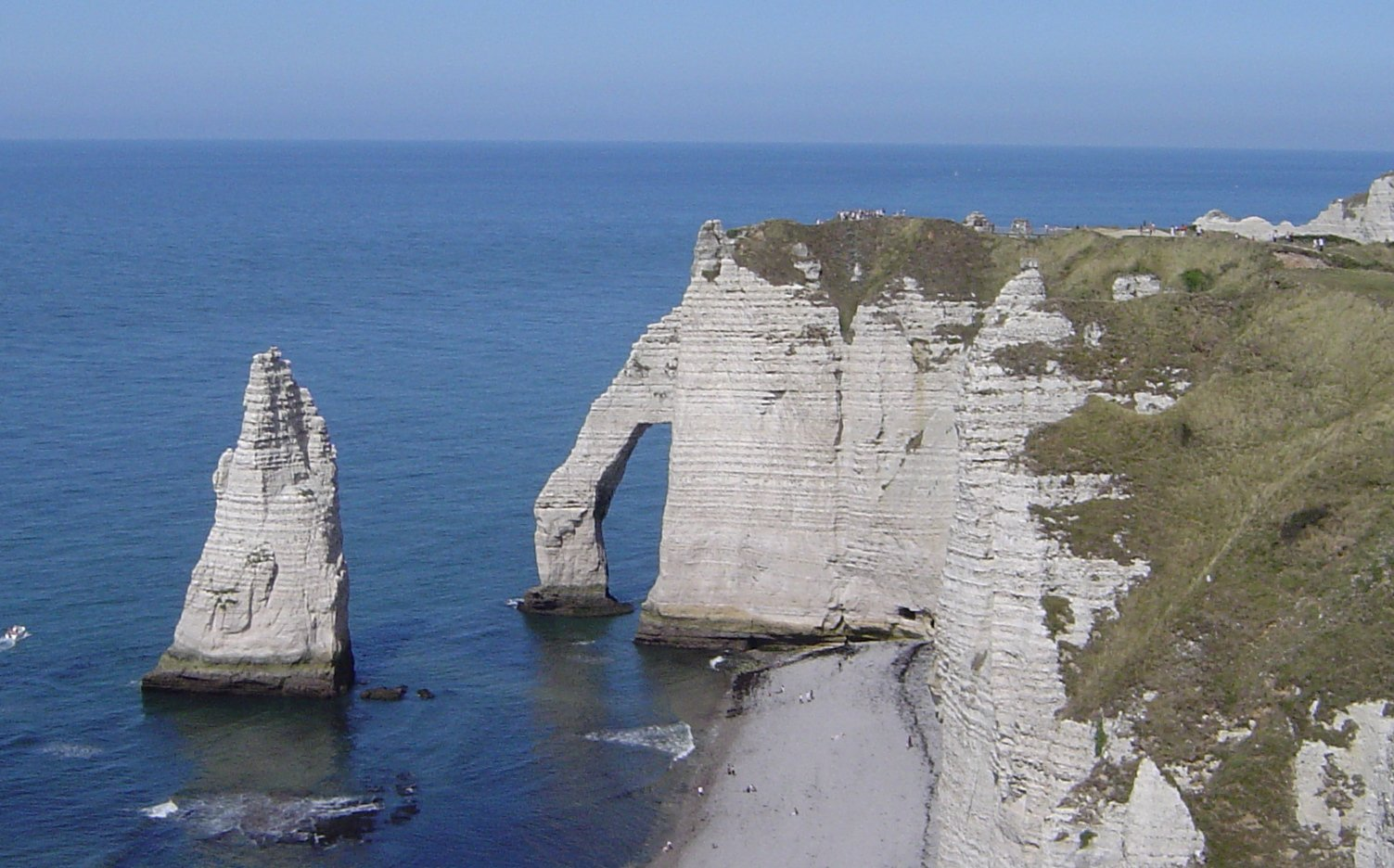
Acul din Étretat (la stânga) și Poarta d'Aval sau Arcul d'Aval (în centru)

În noaptea de 22/23 aprilie a avut loc o tragedie la Castelul Ambrumésy, proprietatea contelui de Gesvres. Fiica contelui, Suzanne, și verișoara ei, Raymonde de Saint-Véran, au auzit niște zgomote suspecte în castel și au observat mai mulți bărbați care ieșeau cu pachete sub braț. Cele două fete se deplasează în salon și observă un bărbat care încăleca balconul, le-a salutat politicos și a dispărut. În cameră se aflau două corpuri: corpul cointelui care fusese lovit la cap și corpul neînsuflețit al lui Jean Daval, secretarul contelui. Raymonde a luat o pușcă de pe panoplie și a tras asupra ultimului individ, rănindu-l. Cu toate acestea, deși mai mulți servitori, plus domnișara Raymonde, au alergat după el, omul rănit nu a fost găsit nicăieri, el fiind văzut pentru ultima oară lângă ruinele unei vechi biserici.
Chemați imediat, polițiștii și judecătorul de instrucție Filleul nu reușesc să facă lumină în acest caz. Contele a spus că a fost trezit din seomn de secretarul său care i-a spus că sunt niște oameni în salon. În timp ce deschideau ușa budoarului, a apărut un om care i-a tras contelui un pumn și l-a amețit. După ce s-a trezit din leșin, contele a văzut lângă el cadavrul lui Daval, care fusese ucis cu un cuțit. 
La anchetă participă și Isidore Beautrelet, un elev de retorică de la Paris și detectiv amator, în vârstă de 17 ani, care se dăduse inițial drept ziarist. El descoperă că intrușii erau în legătură cu secretarul, ei furând patru tablouri de Rubens de pe pereții salonului și înlocuindu-le cu niște copii. Contele i-a suprins pe intruși, iar Daval a sărit cu cuțitul, dar și-a pierdut viața în lupta care a urmat. Beautrelet susține că intrușii erau conduși de Arsène Lupin, acesta din urmă fiind cel rănit de domnișoara Raymonde. El s-ar fi ascuns în ruinele vechii biserici. Colectivului de anchetatori li se alătură bătrânul inspector Ganimard. Domnișoara Raymonde est eamenințată într-un mesaj că va avea parte de nenorociri dacă Arsène Lupin moare.
În ziua de 6 iunie, domnișoara de Saint-Véran este răpită din castel, dar răpitorii pierd pe drum un bilet cu un text cifrat.  Revenit la castel, Beautrelet găsește ascunzătoarea lui Lupin de sub podeaua vechii biserici, acolo fiind un cadavru. Un alt cadavru al unei fete este adus la țărm de mare. Beautrelet este înjunghiat de Bredoux, grefierul judecătorului de instrucție și un complice al lui Lupin, și i se fură biletul cu textul cifrat. Tânărul reușise să sescifreze până atunci cuvintele L'Aiguille creuse. 
După ce-și revine din convalescență, Beautrelet trimite presei un articol la 14 iulie în care spunea că cei doi morți găsiți era un cuplu de americani care se otrăviseră din dragoste, iar cadavrele le fuseseră furate. Lupin era viu, el fiind salvat de domnișoara Raymonde care-l ferise de urmăritori. Răufăcătorul se îndrăgostise de fată și o răpise. Lupin îl previne pe Beautrelet să modirfice articolul, dar tânărul refuză, iar tatăl său este răpit ca represalii. După mai multe căutări, Beautrelet dă de urma tatălui său la Castelul Aiguille din departamentul Creuse, al cărui proprietar era Louis Valméras. Împreună cu Valméras, Beautrelet pătrunde în castel și-l eliberează pe tatăl său și pe domnișoara Raymonde. Valméras se îndrăgostește de domnișoara de Saint-Véran și se căsătoresc apoi.
Când Isidore Beautrelet descoperă Castelul Aiguille din departamentul Creuse, el crede că a găsit soluția enigmei ("l'Aiguille Creuse" este numele francez pentru "Acul scobit", acesta fiind titlul francez al romanului). Totuși, el nu și-a dat seama că acel castel a fost construit de Ludovic al XIV-lea, regele Franței, pentru a pune posibilii căutători de comori pe o pistă falsă. Un savant pe nume Massiban afirmă într-un articol de presă că "Aiguille Creuse" se referă la comoara regilor Franței, pe care Lupin pusese mâna probabil. Beautrelet își continuă ancheta și descoperă că adevăratul Aiguille creuse era de fapt o stâncă sub formă de ac din Normandia, în localitatea Étretat din apropiere de orașul Le Havre, unde Arsène Lupin, cunoscut și sub numele de Louis Valméras, se ascundea. 
Ascunzătoarea lui Lupin este luată cu asalt de polițiștii lui Ganimard, iar Beautrelet reușește să se confrunte cu răufăcătorul. Lupin îi spune că comoara nu mai era, averea fiind cheltuită pe războaie și pe metresele regilor. Lupin, Raymonde și Beautrelet fug cu ajutor unui minisubmarin și ajung la Port-Lupin, stuat la 5 km de Dieppe și 3 km de Tréport. Răufăcătorul cumpărase acolo ferma Neuvillette și dorea să renunțe la activitatea infracțională și să trăiască în liniște cu Raymonde. La fermă, ei sunt întâmpinați de Herlock Sholmes care o luase ca ostatecă pe Victoire, femeia care l-a crescut. Lupin îl împușcă la mână pe Sholmes, dar acesta din urmă trage și el și o ucide pe Raymonde care se interpusese între cei doi bărbați. Deși răufăcătorul a vrut inițial să-l ucidă pe englez, el renunță și pleacă împreună cu Victoire, luând cu ei cadavrul Raymondei.

## Cuprins
Romanul este format din zece capitole:
- 1. Detunătura
- 2. Isidore Beautrelet, elev la retorică
- 3. Cadavrul
- 4. Față în față
- 5. Urmărirea
- 6. Un secret istoric
- 7. Tratatul „Acului”
- 8. De la César la Lupin
- 9. Sesam, deschide-te
- 10. Comoara regilor Franței

## Personaje
- Arsène Lupin - gentleman-spărgător
- Isidore Beautrelet - elev de retorică la Liceul Janson din Paris, detectiv amator
- Contele de Gesvres - stăpânul castelului din Ambrumésy
- Suzanne de Gesvres - fiica contelui
- Raymonde de Saint-Véran - verișoara Suzannei
- Louis Valméras - celalaltă față a lui Arsène Lupin
- Filleul - judecător de instrucție
- Ganimard - inspector al poliției franceze
- Herlock Sholmès - detectiv englez, inamic al lui Arsène Lupin

## Istoricul publicării
Ca și precedentele două volume în care erau prezentate aventurile lui Arsène Lupin, și acest roman a fost publicat inițial sub formă de foileton în revista Je sais tout începând din noiembrie 1908 și până în mai 1909. Romanul a fost publicat în volum în iunie 1909, cu câteva modificări.

## Continuare
Continuarea directă a acestui roman, în care Lupin se confruntă cu La Griffe, este romanul Le second visage d'Arsène Lupin publicat de Boileau-Narcejac în 1975.

## Comentariu
Mai mulți critici au considerat că Beautrelet este o sursă de inspirație pentru Joseph Rouletabille, personajul lui Gaston Leroux (Misterul camerei galbene, Parfumul doamnei în negru). În universul lui Arsène Lupin, Acul Scobit este cel de-al doilea secret al reginei Maria Antoaneta și a lui Alessandro Cagliostro, comoara ascunsă a regilor Franței, după cum îi dezvăluie Josephine Balsamo lui Arsène Lupin în romanul Contesa de Cagliostro (1924). Misterul Acului Scobit ascunde un secret pe care regii Franței și-l transmiteau de la o generație la alta începând din vremea lui Iulius Cezar… și care a fost descoperit de Arsène Lupin. Faimosul ac conținea cele mai mari comori imaginate, o colecție de perle, rubine, safire și diamante… comoara regilor Franței.

## Traduceri în limba română
- "Arsène Lupin și comoara regilor Franței" (Ed. H, București, f.a,), 224 p. - traducere anonimă din anii 1930
- "Arsène Lupin și enigma acului scobit" (Ed. Danubius, București, 1992), 193 p. - traducere de Ileana Cantuniari
- "Secretul triunghiului normand" (Ed. Univers, Colecția Enigma, București, 1993), 254 p. - traducere de Anca Dan
- "Arsène Lupin în ochiul acului" (Ed. Gramar, București, 2012), 248 p. - traducere de Gabriel Mălăescu